# Совет по национальной политике
Совет по национальной политике (CNP) — консервативный форум (зонтичная организация), основанный в 1981 евангелистом Тимом ЛаХэем для продвижения политических и христианских принципов. В совет входят более 450 членов — ведущих должностных лиц США, а также представителей бизнеса, СМИ, религиозных организаций и академической сферы. Члены совета заявляют, что разделяют веру в свободное предпринимательство, сильную национальную оборону и поддержку традиционных западных ценностей.
Совет по национальной политике был задуман как консервативная альтернатива Совету по международным отношениям. New York Times охарактеризовала его как малоизвестный клуб, состоящий из нескольких сотен самых влиятельных консерваторов США, которые три раза в год встречаются за закрытыми дверями, чтобы спланировать, как можно поддержать правую политику в США. Помимо Тима ЛаХэя, членами-учредителями были Нельсон Банкер Хант, Т. Каллен Дэвис, Уильям Сайс и Пол Вейрих.
Эдгар Принс, отец Эрика Принса, известного как глава военной и военной компании Academi (Blackwater Worldwide до 2009 года, Xe Services LLC до 2011 года), некоторое время был вице-президентом Совета по национальной политике. Его жена Эльза Принс также была активным членом совета и нескольких правых религиозных организаций. Их сын Эрик Принс жертвовал деньги Совету по национальной политике и очень тесно сотрудничает с некоторыми ключевыми фигурами совета.
Хотя списки участников являются секретными, стало известно о прошлом членстве в совета ряда видных правых фигур США. . В качестве участников известны, например, Оливер Норт, прославившийся участием в скандале «Иран-контрас», политический лоббист Джек Абрамофф, лидер республиканского большинства в Конгрессе США Ричард Арми, телепроповедник Пэт Робертсон, основатель евангелической организации « Сосредоточьтесь на семье» Джеймс Добсон, а также покровитель движения за «разумный божественный умысел» Говард Ф. Амансон. Помимо этих выдающихся личностей, членами являются или были многие другие менее известные, но влиятельные люди, такие как покойный Уинстон Уивер, который входил в правление христианской евангелической благотворительной и миссионерской организации World Vision с 1964 года, а в конце 1980-х годов бывший Председателем World Vision US и входивший в евангелическую сеть The Family.
Годовой бюджет организации составляет от 1,5 до 2 миллионов долларов. Перед выдвижением своей кандидатуры в президенты в 2016 году Дональд Трамп и кандидаты Бен Карсон, Джим Гилмор, Линдси Грэм, Рэнд Пол и Рик Санторум произнесли 30-минутные речи перед организацией, а тогдашний лидер кампании Теда Круза также был её членом. Речи в организации также произносили Джордж Буш, Дик Чейни и судья Верховного суда Кларенс Томас. Различные рядовые лица и члены правления имели контакты с правыми расистскими радикалами, например, Тони Перкинс, президент Совета по семейным исследованиям, лоббистской группы религиозных правых, купил и держал список рассылки у Дэвида Дьюка, главы Ку-клукс-клана , и поддерживал Совет консервативных граждан, пропагандирующий превосходство белых. Другой член правления, Майкл Перутка, также входил в правление Лиги Юга, которая продвигает превосходство белых расы и отделение южных штатов. Членами совета директоров также был конспиролог Джером Корси, который в своей книге, опубликованной в 2014 году, утверждал, что Адольф Гитлер и Ева Браун бежали в Аргентину в 1945 году, и его работодатель Джозеф Фарах, владелец ультраконсервативного веб-сайта World Net Daily, а также председатель евангелической анти-ЛГБТ организации Liberty Counsel Мэт Ставер.
Среди других участников — несколько миллионеров, таких как основатель Amway Ричард ДеВос и биржевой трейдер Фостер Фрисс, крупный спонсор политических фондов братьев Кох. В её состав также входят многочисленные редакторы консервативных газет, радиостанций и веб-сайтов, в том числе лидер ультраконсервативной газеты Washington Times, консервативные предприниматели и молодые политики. Южный юридический центр по вопросам бедности рассматривает Совет по национальной политике как связующее звено между мейнстримным консерватизмом и радикальными и расистски настроенными правыми. .